# Saint-Georges-Buttavent
Pour les articles homonymes, voir Saint-Georges, Saint Georges (homonymie) et Georges.
Saint-Georges-Buttavent est une commune française, située dans le département de la Mayenne en région Pays de la Loire, peuplée de 1 381 habitants. Elle comporte trois villages : Saint-Georges-Buttavent, Fontaine-Daniel et la Chapelle-au-Grain.
La commune fait partie de la province historique du Maine, et se situe dans le Bas-Maine.

## Géographie
La commune est située au nord-ouest des Pays de la Loire, dans le Bocage mayennais, à 86 km de Rennes et 255 km de Paris. Son bourg est à 6,5 km à l'ouest de Mayenne et à 18 km à l'est d'Ernée.

### Communes limitrophes
| Châtillon-sur-Colmont        | Châtillon-sur-Colmont, Oisseau | Oisseau                           |
| Châtillon-sur-Colmont, Placé | Saint-Georges-Buttavent        | Parigné-sur-Braye, Saint-Baudelle |
| Placé                        | Contest                        | Contest                           |

### Climat
Pour des articles plus généraux, voir Climat des Pays de la Loire et Climat de la Mayenne.
En 2010, le climat de la commune est de type climat océanique altéré, selon une étude du CNRS s'appuyant sur une série de données couvrant la période 1971-2000. En 2020, Météo-France publie une typologie des climats de la France métropolitaine dans laquelle la commune est exposée à un climat océanique et est dans la région climatique  Moyenne vallée de la Loire, caractérisée par une bonne insolation (1 850 h/an) et un été peu pluvieux. 
Pour la période 1971-2000, la température annuelle moyenne est de 10,9 °C, avec une amplitude thermique annuelle de 13,6 °C. Le cumul annuel moyen de précipitations est de 852 mm, avec 12,7 jours de précipitations en janvier et 7,6 jours en juillet. Pour la période 1991-2020, la température moyenne annuelle observée sur la station météorologique de Météo-France la plus proche, sur la commune de Mayenne à 6 km à vol d'oiseau, est de 11,7 °C et le cumul annuel moyen de précipitations est de 849,9 mm,. Pour l'avenir, les paramètres climatiques de la commune estimés pour 2050 selon différents scénarios d'émission de gaz à effet de serre sont consultables sur un site dédié publié par Météo-France en novembre 2022.

## Urbanisme

### Typologie
Au 1er janvier 2024, Saint-Georges-Buttavent est catégorisée commune rurale à habitat dispersé, selon la nouvelle grille communale de densité à sept niveaux définie par l'Insee en 2022.
Elle est située hors unité urbaine. Par ailleurs la commune fait partie de l'aire d'attraction de Mayenne, dont elle est une commune de la couronne,. Cette aire, qui regroupe 27 communes, est catégorisée dans les aires de moins de 50 000 habitants,.

### Occupation des sols
L'occupation des sols de la commune, telle qu'elle ressort de la base de données européenne d’occupation biophysique des sols Corine Land Cover (CLC), est marquée par l'importance des territoires agricoles (76,3 % en 2018), une proportion sensiblement équivalente à celle de 1990 (77 %). La répartition détaillée en 2018 est la suivante : 
prairies (35,1 %), terres arables (29,5 %), forêts (22,2 %), zones agricoles hétérogènes (11,6 %), zones urbanisées (1,6 %). L'évolution de l’occupation des sols de la commune et de ses infrastructures peut être observée sur les différentes représentations cartographiques du territoire : la carte de Cassini (XVIIIe siècle), la carte d'état-major (1820-1866) et les cartes ou photos aériennes de l'IGN pour la période actuelle (1950 à aujourd'hui).

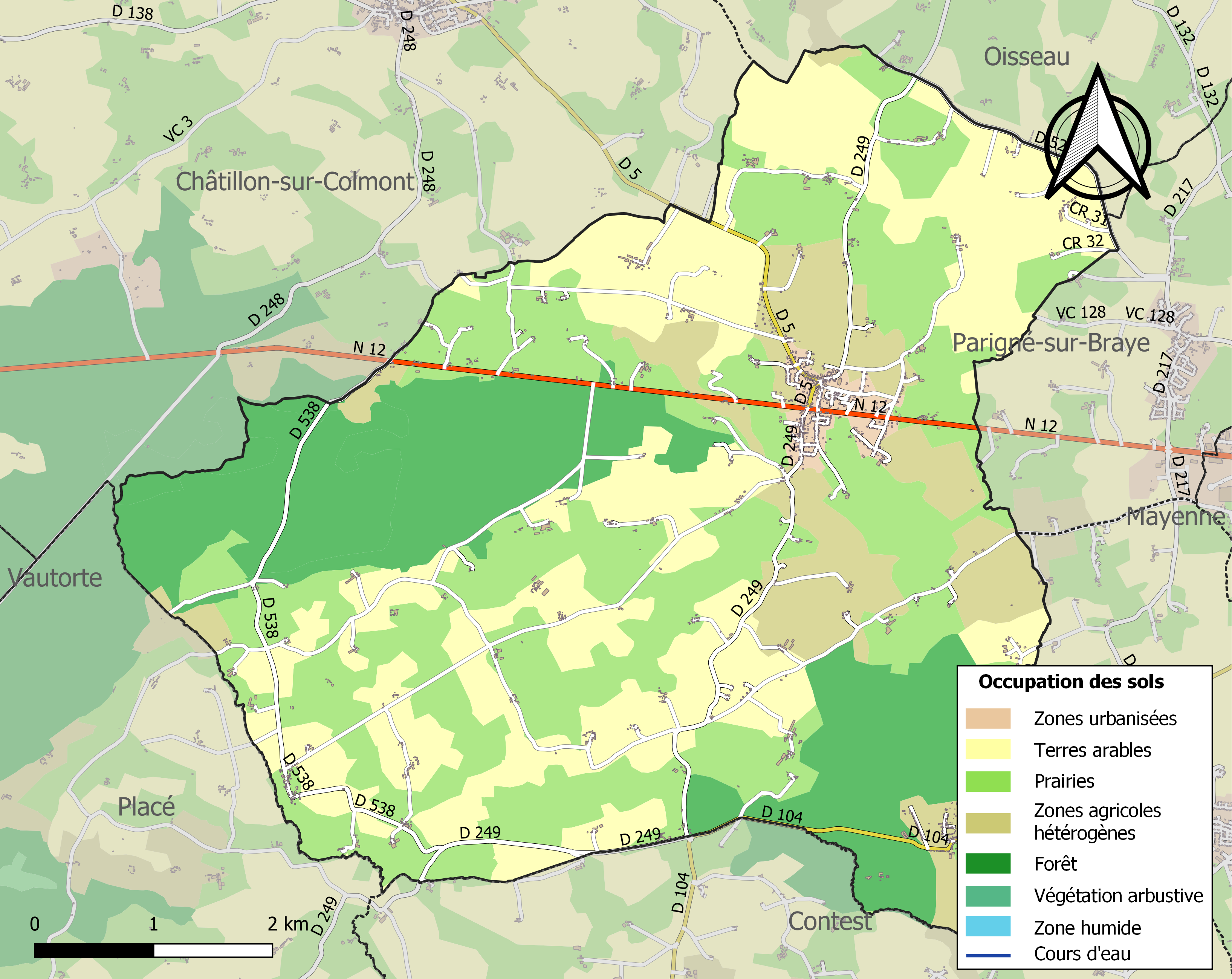
Carte des infrastructures et de l'occupation des sols de la commune en 2018 (CLC).

## Toponymie
La paroisse est dédiée à Georges de Lydda, martyr chrétien du IVe siècle. La forme parr. S. Georgii est attestée en 1277. Buttavent serait issu de boute avant, « boulevard », « forteresse ».

## Histoire
À la création des cantons, Saint-Georges-Buttavent est chef-lieu de canton. Ce canton est supprimé lors du redécoupage cantonal de l'an IX (1801).

## Politique et administration

### Administration municipale
| Période                                  | Période   | Identité      | Étiquette | Qualité                                              |
| ---------------------------------------- | --------- | ------------- | --------- | ---------------------------------------------------- |
| mars 1977                                | mars 2008 | Bruno Denis   |           | Industriel                                           |
| mars 2008                                | En cours  | Gérard Brodin | DVD       | Ingénieur agricole, conseiller départemental (2015-) |
| Les données manquantes sont à compléter. |           |               |           |                                                      |

Le conseil municipal est composé de quinze membres dont le maire et deux adjoints.
Dernière commune du département à ne pas appartenir à un établissement public de coopération intercommunale, la commune a rejoint la communauté de communes du Pays de Mayenne au 1er janvier 2014, en application de l'arrêté préfectoral du 5 février 2013.

### Enseignement
La commune possède une école publique Robert-Doisneau restaurée durant les années 2000, située au centre du bourg.

## Population et société

### Démographie
L'évolution du nombre d'habitants est connue à travers les recensements de la population effectués dans la commune depuis 1793. Pour les communes de moins de 10 000 habitants, une enquête de recensement portant sur toute la population est réalisée tous les cinq ans, les populations de référence des années intermédiaires étant quant à elles estimées par interpolation ou extrapolation. Pour la commune, le premier recensement exhaustif entrant dans le cadre du nouveau dispositif a été réalisé en 2005.
En 2022, la commune comptait 1 381 habitants, en évolution de −3,56 % par rapport à 2016 (Mayenne : −0,73 %, France hors Mayotte : +2,11 %).
Saint-Georges-Buttavent a compté jusqu'à 2 441 habitants en 1851.
| 1793  | 1800  | 1806  | 1821  | 1831  | 1836  | 1841  | 1846  | 1851  |
| ----- | ----- | ----- | ----- | ----- | ----- | ----- | ----- | ----- |
| 1 901 | 1 709 | 1 787 | 2 238 | 2 174 | 2 147 | 2 264 | 2 364 | 2 441 |

| 1856  | 1861  | 1866  | 1872  | 1876  | 1881  | 1886  | 1891  | 1896  |
| ----- | ----- | ----- | ----- | ----- | ----- | ----- | ----- | ----- |
| 2 295 | 2 310 | 2 078 | 2 080 | 2 159 | 2 043 | 2 050 | 1 993 | 1 965 |

| 1901  | 1906  | 1911  | 1921  | 1926  | 1931  | 1936  | 1946  | 1954  |
| ----- | ----- | ----- | ----- | ----- | ----- | ----- | ----- | ----- |
| 2 030 | 1 985 | 1 905 | 1 515 | 1 535 | 1 490 | 1 526 | 1 530 | 1 477 |

| 1962  | 1968  | 1975  | 1982  | 1990  | 1999  | 2005  | 2006  | 2010  |
| ----- | ----- | ----- | ----- | ----- | ----- | ----- | ----- | ----- |
| 1 475 | 1 394 | 1 344 | 1 358 | 1 309 | 1 391 | 1 368 | 1 376 | 1 394 |

| 2015  | 2020  | 2022  | - | - | - | - | - | - |
| ----- | ----- | ----- | - | - | - | - | - | - |
| 1 418 | 1 396 | 1 381 | - | - | - | - | - | - |

### Sports
Le club des Voltigeurs Saint-Georges-Buttavent fait évoluer une équipe de football en ligue du Maine et deux autres en divisions de district. Il reçoit au stade de Guinefolle. L'équipe première du club avait fait son retour en championnat régional de Ligue du Maine pour trois saisons en Promotion d'honneur, de 2013 à 2016 avant d'être reléguée en 1re division départementale pour la saison 2016/2017.

## Économie
Saint-Georges offre les services à la mesure d'une bourgade de plus de mille habitants, tant en commerces, avec notamment  une épicerie et des restaurants et traiteurs, qu'en artisanat.

## Culture locale et patrimoine

### Lieux et monuments
- Abbaye de Fontaine-Daniel, du XIIIe siècle, inscrite au titre des Monuments historiques depuis le 10 décembre 1927[28].
- Fontaine-Daniel.
- Chapelle de Fontaine-Daniel.
- Commanderie templière de Quittay. Un bas-relief du XVIIe (La Cène) est classé à titre d'objet aux Monuments historiques[29].
- Église paroissiale Saint-Georges du XIXe siècle.
- Église de la Chapelle-au-Grain. La cloche du XVIIe siècle est classée à titre d'objet aux Monuments historiques[30].
- Chapelle Notre-Dame-du-Hec.
- Château de Bois-Salair. monastère orthodoxe de la Nativité de la Mère de Dieu,
- Manoir de Torbéchet, dont les jardins sont inscrits à l’Inventaire général du patrimoine culturel.

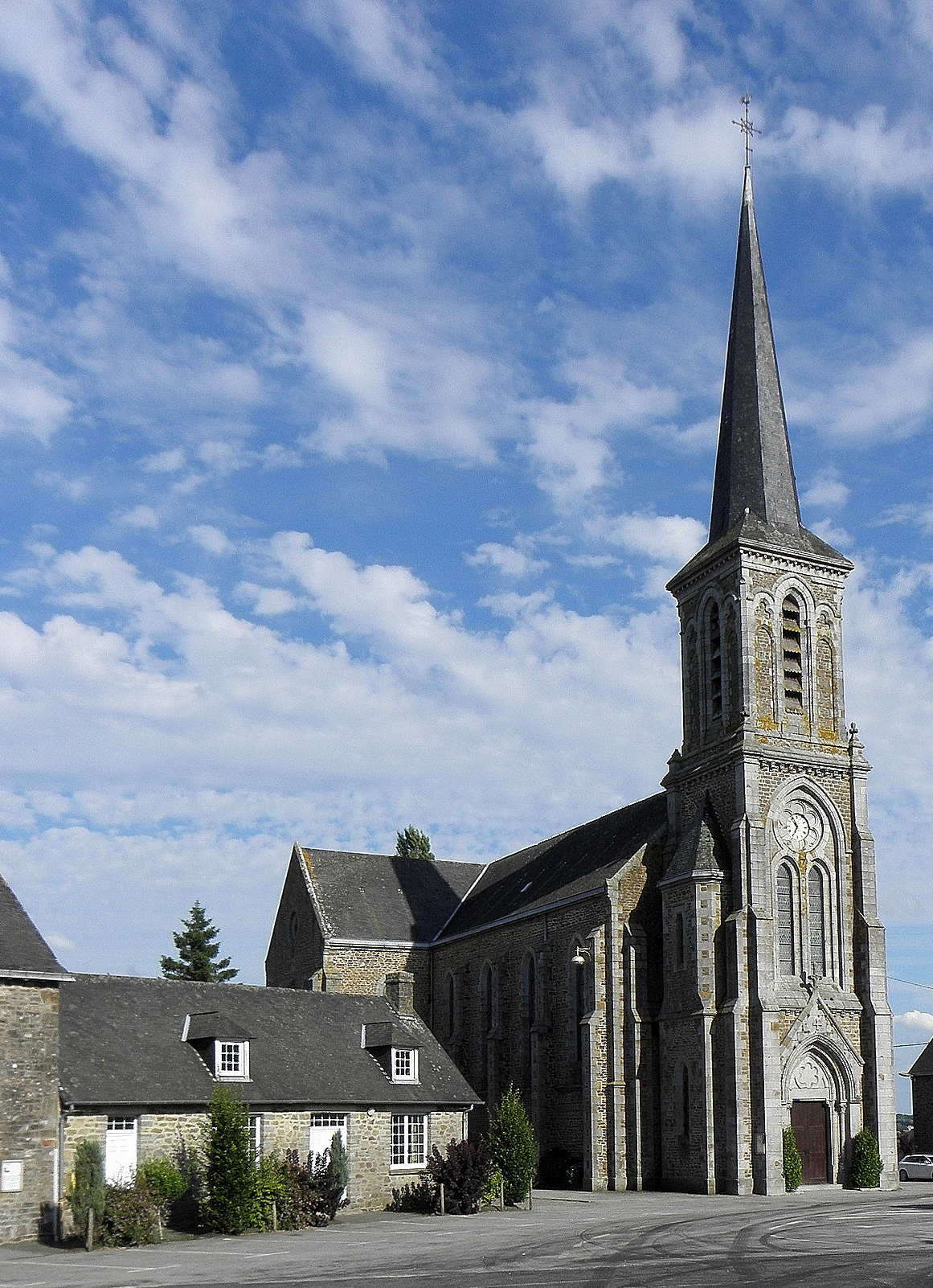
L'église paroissiale Saint-Georges.
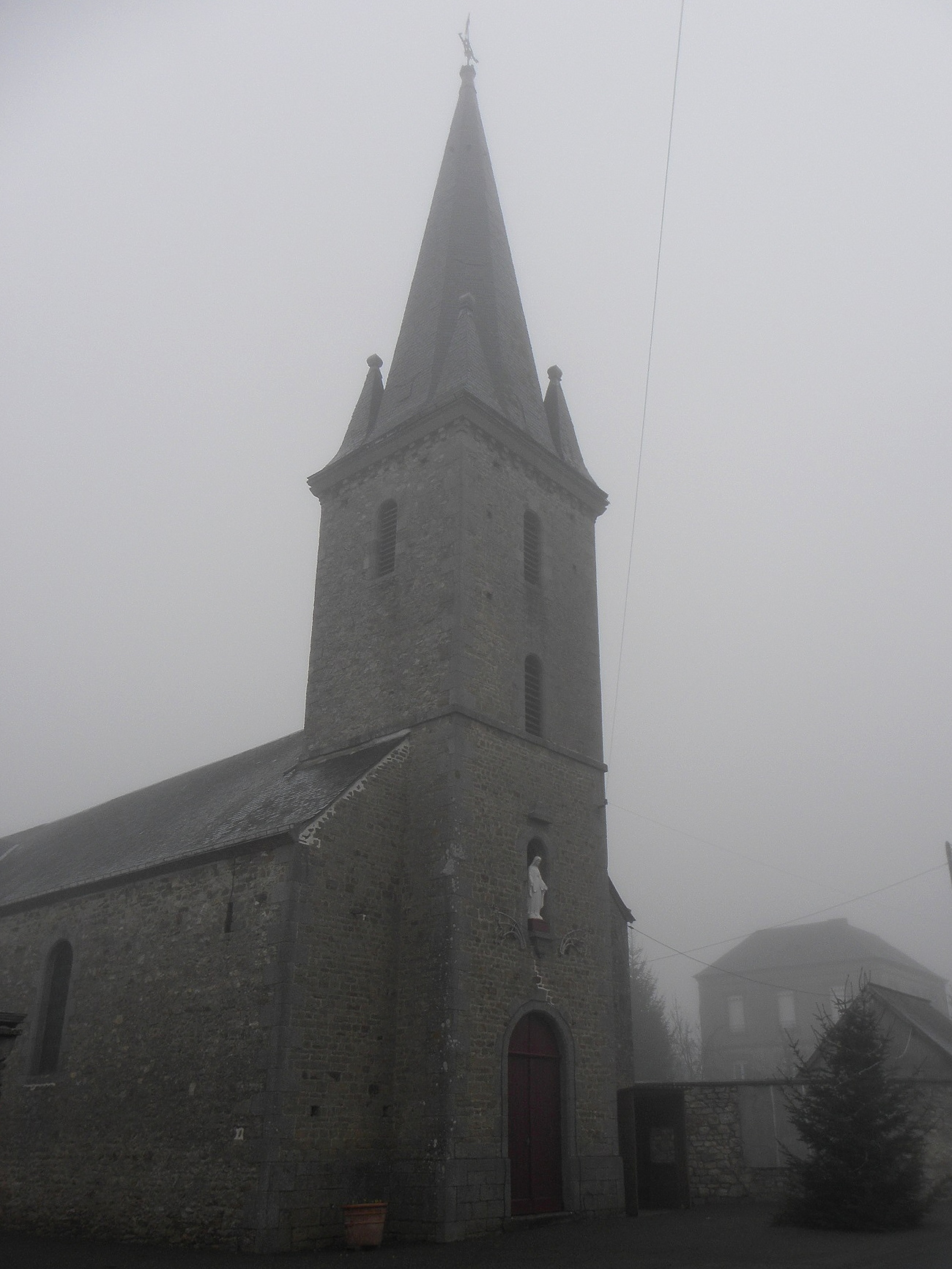
L'église de La Chapelle-au-Grain.
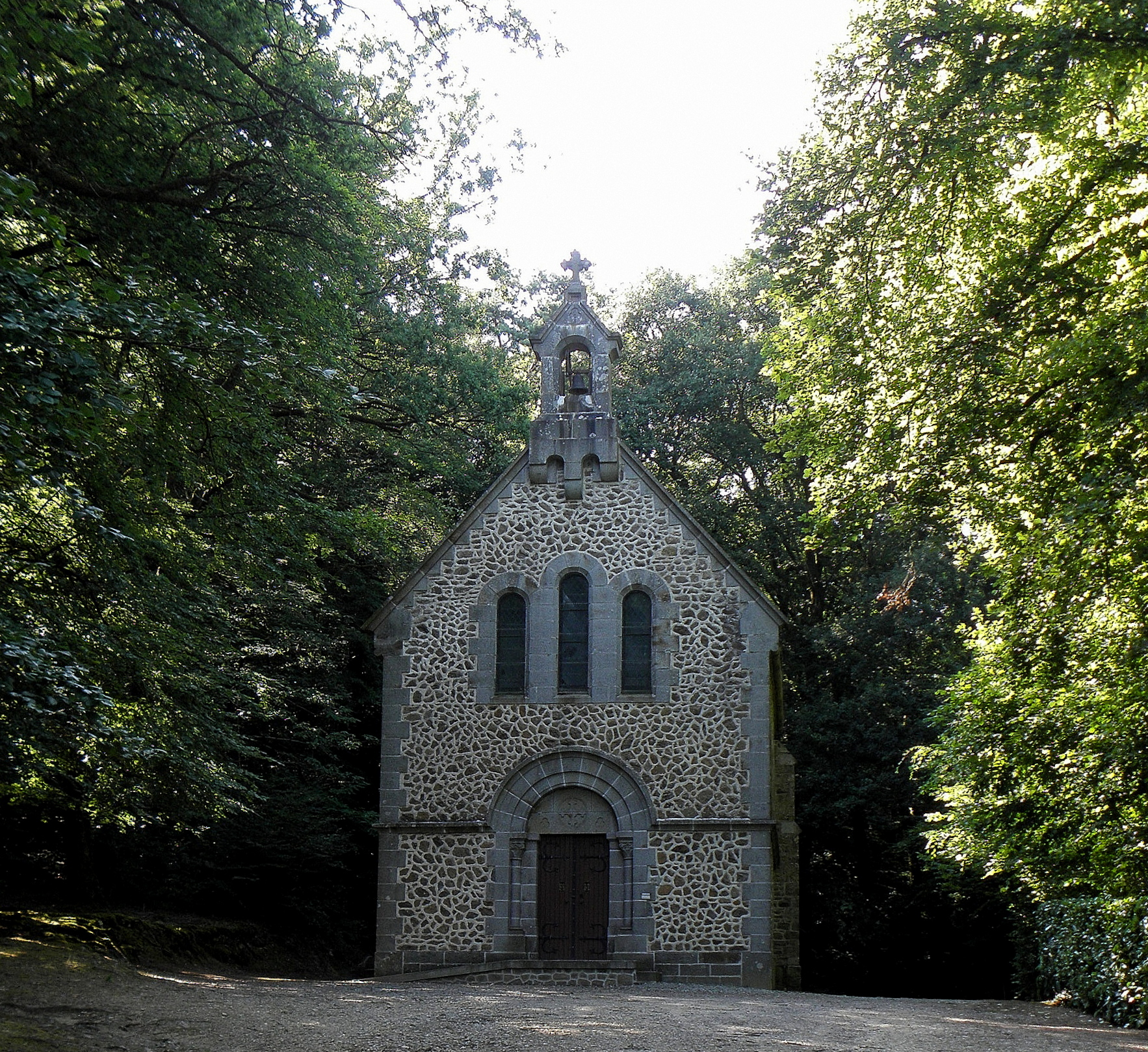
La chapelle Notre-Dame-du-Hec.
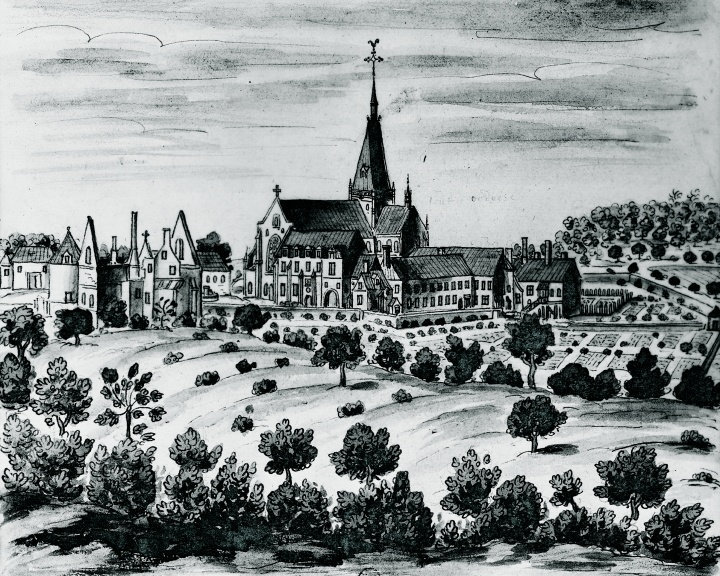
L'abbaye de Fontaine-Daniel en 1806

### Personnalités liées à la commune
- Famille Denis, industriels qui furent maires de la commune de 1859 à 2008, dont Gustave Denis, industriel et sénateur.
- Bertrand Denis, député.
- Charles Waddington (1819 - 1914 à Saint-Georges-Buttavent), philosophe.
- Charles Weyher, industriel et chercheur.